# Parapagurion imbricata
Parapagurion imbricata är en kräftdjursart som beskrevs av Clements Robert Markham1978. Parapagurion imbricata ingår i släktet Parapagurion och familjen Bopyridae. Inga underarter finns listade i Catalogue of Life.